# Deep Space 2
«Deep Space 2» — зонд NASA. Був частиною програми Нове Тисячоліття. Проєкт включав в себе два мініатюрні космічних зонди, спрямовані у бік Марса. Зонди знаходилися на борту космічного апарата Mars Polar Lander, який був запущений в січні 1999 року. Зондам було дано назву Скотт і Амундсен, в честь Роберта Фолкон Скотта і Амундсена — перших дослідників, які досягли Південного полюса Землі. Зонди були призначені для приземлення на поверхню іншої планети. Після входу в атмосферу Марса 'Deep Space 2' повинен був відстикуватись від Mars Polar Lander і почати знижуватися до поверхні, використовуючи тільки ударний аерогель, без парашута. 13 березня 2000, після всіх спроб відновити зв'язок, місія була оголошена невдалою.

## План місії
Кожен зонд важив по 2,4 кг і знаходився всередині захисного аерогелю. Для доставки на Марс вони були закріплені на космічному апараті Mars Polar Lander. 3 грудня 1999 року під час прольоту над південною полярною шапкою Марса, зонди в захисній оболонці розміром з баскетбольний м'яч були випущені з космічного апарата. Після входу в атмосферу удар об поверхню планети стався на швидкості 179 м / с. Захисна оболонка була так розроблена, щоб «вибухнути» при ударі об землю. Зонди, пробивши ґрунт, розлетілися в різні боки. Нижня частина, так звана «носова», була спроєктована, щоб проникнути глибоко в ґрунт на глибину приблизно 0,6 м. Верхня частина була спроєктована, щоб залишатися на поверхні і передавати радіодані апарата Mars Global Surveyor і іншим космічним апаратам на орбіті Марса. Mars Global Surveyor повинен був діяти як ретранслятор для того, щоб відправляти зібрані дані із зонда на Землю. Дві частини зонда були розроблені, щоб підтримувати між собою зв'язок за допомогою кабелю передачі даних.

## Провал місії
Мабуть обидва зонда досягли Марса без поломок, але після приземлення на зв'язок не вийшли.
Достеменно не відомо, в чому була причина аварії. Комісія, що розслідувала цей інцидент, зробила висновки про найбільш імовірні причини відмови систем:
- Системи зв'язку зонда могли не вижити від перевантажень під час удару об поверхню.
- Зонди, можливо, вдарившись об землю, яка була занадто скелястій і давала мало шансів на виживання.
- Батареї зонда, які були заряджені за рік до запуску, можливо, не зберегли достатньо енергії.[3]

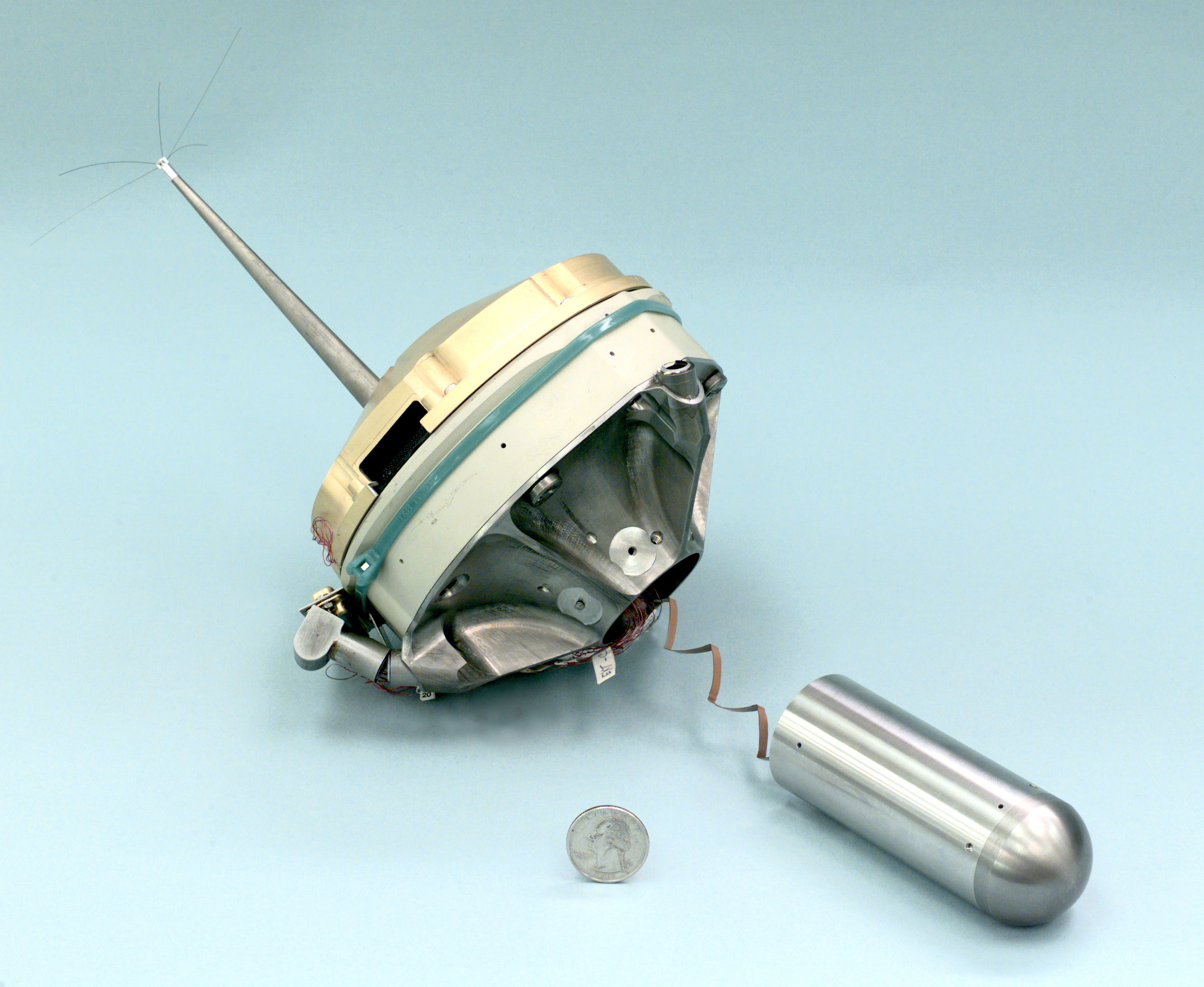
Один із зондів 'Deep Space 2'
Анімація роботи 'DS2'
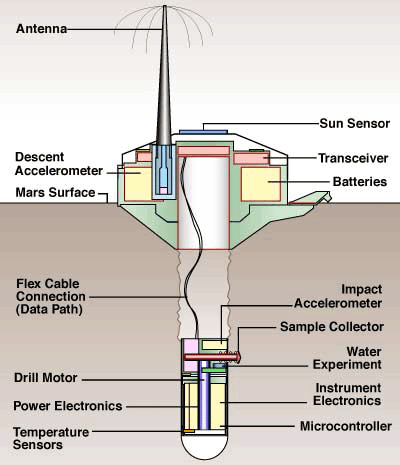
Схема будови 'DS2'